# Десант в залива Лингайен
Десантът в залива Лингайен от 6 – 9 януари 1945 година е морски десант в залива Лингайен на Филипините на Тихоокеанския театър на Втората световна война.
Той е началната операция на Битката за Лусон. На 6 януари американският флот, с ограничена подкрепа от Австралия, навлиза в залива и в продължение на три дни подлага на тежък артилерийски обстрел крайбрежните отбранителни съоръжения, защитавани от сили на Япония и Втората филипинска република. Съюзническият флот претърпява значителни щети от нападения на камикадзе, но до голяма степен унищожава фортификациите на противника. На 9 януари американски части с филипинска подкрепа извършват десант на брега на залива и без да срещнат значителна съпротива осигуряват 32-километрово предмостие, което играе важна роля при последвалите бойни действия.